# 賓陽県
賓陽県（ひんよう-けん）は中華人民共和国広西チワン族自治区南寧市に位置する県。

## 行政区画
- 鎮：賓州鎮、黎塘鎮、甘棠鎮、思隴鎮、新橋鎮、新圩鎮、鄒圩鎮、大橋鎮、武陵鎮、中華鎮、古辣鎮、露圩鎮、王霊鎮、和吉鎮、洋橋鎮、陳平鎮

## 交通

### 鉄道
- 賓陽駅
  - 南広線
  - 柳南都市間鉄道

- 中国国鉄 湘桂線
- 中国国鉄 黎湛線

### 道路
- 高速道路
  - 柳南高速道路（中国語版）

- 国道
  - G322国道
  - G324国道
  - G358国道（中国語版）

## 健康・医療・衛生
- 賓陽県人民医院